# Sergio Bettini (storico dell'arte)
Sergio Bettini (Quistello, 9 settembre 1905 – Padova, 12 dicembre 1986) è stato uno storico dell'arte italiano.

## Biografia
Nasce a Quistello, in provincia di Mantova e consegue la laurea nel 1929 a Firenze, con una tesi su Jacopo Bassano (relatore Giuseppe Fiocco). Dopo i primi studi dedicati all'arte moderna si dedica allo studio dell'arte bizantina, con lunghi soggiorni e viaggi all'estero (Albania, Bulgaria, Grecia, Turchia). Il frutto di questi anni di studio ed esplorazioni, unitamente ai primi incarichi di docenza e assistentato universitario, sono i manuali di storia dell'arte bizantina pubblicati dal 1937 al 1944 per la casa editrice fiorentina NEMI. Nel 1939 diventa direttore del Museo civico di Padova, mentre nel 1942 vince la cattedra di Archeologia cristiana. 
Insegna a Padova, a Catania e poi nuovamente a Padova (dal 1947). Presso quella Università insegna anche Estetica e, successivamente, Storia dell'arte medioevale e Storia della critica d'arte, fino al 1975.
Viene eletto Socio Corrispondente dell'Accademia Galileiana di Scienze, Lettere ed Arti il 25 maggio 1941 e Socio Effettivo il 23 gennaio 1972.
Nel 1967, insieme al collega Dino Formaggio, è stato il relatore di Massimo Cacciari.
Di fondamentale importanza, tanto dal punto di vista intellettuale e accademico che dal punto di vista umano è stato il suo quotidiano rapporto con il grecista e filosofo Carlo Diano, suo collega all'Università di Padova dal 1950.  
I suoi principali interessi spaziano dall'arte tardo antica alla contemporaneità, con una particolare attenzione alla metodologia critica e un esercizio costante di confronto con i principali problemi storici e di metodo. Richiama costantemente l'ascendenza dalla scuola di Vienna e dal pensiero di Alois Riegl ma è anche studioso aggiornatissimo, attento alla fenomenologia e allo strutturalismo. L'ultima monografia (Venezia nascita di una città) del 1978 rappresenta il coronamento di oltre trent'anni di ricerca (dopo il libro su San Marco del 1946) ed è ancora oggi lavoro imprescindibile.

## Principali raccolte di scritti
- Pittura delle origini cristiane, Novara 1942.
- L'architettura di San Marco. Origini e significato, Padova 1946.
- L'arte alla fine del mondo antico, Padova 1948.
- Giusto de' Menabuoi e l'arte del Trecento, 1944.
- Venezia. Nascita di una città, Milano, Electa 1978; rist. Vicenza, Neri Pozza 2006.
- Lo spazio architettonico da Roma a Bisanzio, Dedalo gennaio 1978.
- Tempo e forma. Scritti 1935-1977, Macerata, Quodlibet 1996.
- L'inquieta navigazione della critica d'arte. Scritti inediti 1936-1977, Venezia, Marsilio 2011.

## Fondo librario
Una parte della biblioteca di lavoro di Bettini è stata acquisita dall'Università Ca' Foscari Venezia nel 1987. Oggi è conservata e consultabile su richiesta alla Biblioteca di Area Umanistica (BAUM).

## Fondo archivistico
L'archivio fototeca di Sergio Bettini, acquisito dall'Università Ca' Foscari Venezia nel 1987, è conservato presso il Dipartimento di Filosofia e Beni Culturali ed è consultabile su appuntamento.